# Mispilodes borneensis
Mispilodes borneensis är en skalbaggsart som beskrevs av Stefan von Breuning 1938. Mispilodes borneensis ingår i släktet Mispilodes och familjen långhorningar. Inga underarter finns listade i Catalogue of Life.